# Bryan (Texas)
 For alternative betydninger, se Bryan. (Se også artikler, som begynder med Bryan)
Bryan er en by i Texas, USA. Den ligger i og er administrationsby for Brazos County i Texas. Bryan ligger den østlige del af det centrale Texas i området Brazos Valley omkring 150 kilometer nord-nordvest for Houston. Ved folketællingen i 2020 havde byen et indbyggertal på 83.980. Bryan grænser op til College Station mod syd. Til sammen kaldes de Bryan-College Station og udgør kernen i storbyområdet Bryan-College Station metropolitan area.